# 劉子歌
劉子歌（りゅう・しか、Liu Zige、1989年3月31日 - ）は中華人民共和国の競泳選手。

## 主な成績

### 2008年北京オリンピック競技大会
200mバタフライに出場し、当時の世界記録保持者であるジェシカ・シッパーを抑え、自己ベストを2秒以上更新し2分04秒18の世界新で金メダルを獲得した。

## 自己ベスト
| 泳法       | 距離 | 水路   | 記録      | 樹立日         | 大会名                       | 備考     |
| ---------- | ---- | ------ | --------- | -------------- | ---------------------------- | -------- |
| バタフライ | 200m | 長水路 | 2分01秒81 | 2009年10月21日 | 中国全国運動会               | 世界記録 |
| バタフライ | 200m | 短水路 | 2分02秒50 | 2009年11月11日 | 2009 FINA Swimming World Cup | 世界記録 |